# 广州机车检修段
中国铁路广州局集团有限公司广州机车检修段，位于中华人民共和国广东省广州市花都区狮岭镇山前旅游大道西18号，是中国大陆七大和谐型机车检修基地之一，被誉为广东省“大功率机车4S店”，主要承担广铁管内和谐型电力机车C4、C5修，直流电力机车中修及动力车D3、D4修检修任务。